# Bahnhof Laas

Der Bahnhof Laas (italienisch Stazione di Lasa) befindet sich an der Vinschgaubahn im Westen Südtirols.

## Lage
Der Bahnhof liegt auf 867 m Höhe im Vinschgau. Er befindet sich zwischen dem östlich anschließenden Ortszentrum von Laas und einem Industriegebiet im Westen.

## Geschichte

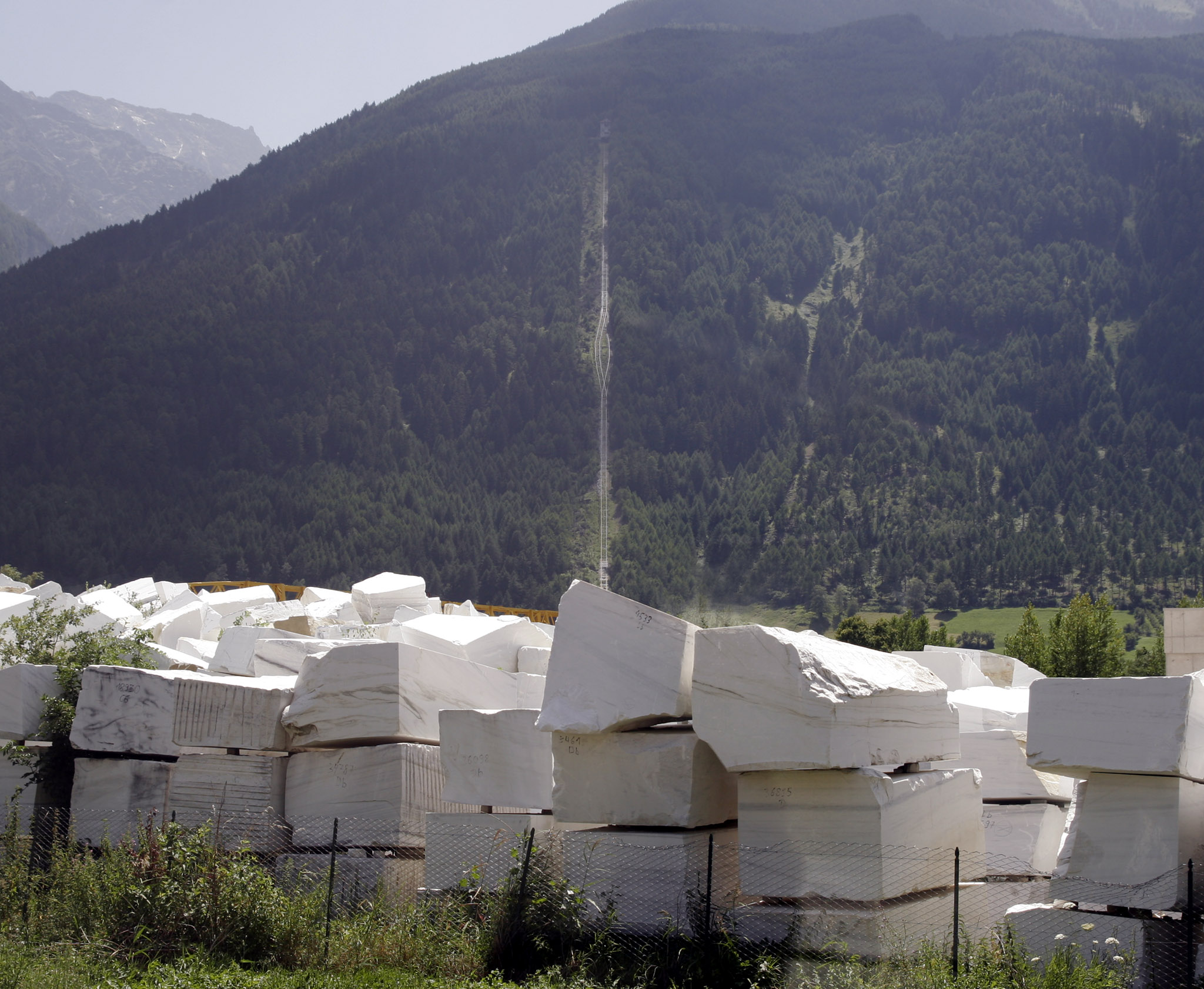
Blick vom Bahnhof auf ein Werksgelände mit Blöcken von Laaser Marmor, im Hintergrund die Trasse der Marmorbahn

Der Bahnhof Laas wurde 1906 gemeinsam mit der neu erbauten Vinschgaubahn eröffnet. Er trug entscheidend zum wirtschaftlichen Erfolg des Laaser Marmors bei, der durch den neu entstandenen Transportweg überregional und international besser vermarktet werden konnte. Seit 1930 befindet sich die Endstation der Laaser Marmorbahn unmittelbar neben dem Bahnhof auf einem Werksgelände, auf das in früheren Jahren auch ein Anschlussgleis führte. 1990 wurde der Bahnhof Laas wie die gesamte Strecke stillgelegt. Nachdem 1999 die Vinschgaubahn in das Eigentum des Landes Südtirol übergegangen war, wurde das Aufnahmsgebäude per Beschluss der Südtiroler Landesregierung 2004 der Gemeinde Laas für 30 Jahre zur Nutzung überlassen. Seit der Generalsanierung und Reaktivierung der Vinschgaubahn im Jahr 2005 ist der Bahnhof wieder in Betrieb.
Im Zuge der Elektrifizierung der Vinschgaubahn erhielt der Bahnhof Laas 2017 eine Fußgängerunterführung, um das Überqueren der Gleise überflüssig zu machen.

## Baulichkeiten
Das von Konstantin Ritter von Chabert entworfene Aufnahmsgebäude hat einen T-förmigen Grundriss, bestehend aus einem zweigeschoßigen Querbau und einem eingeschoßigen Seitenflügel. Die Giebelseiten des Querbaus weisen eine Fachwerkkonstruktion auf, der Seitenflügel ist gleisseitig durch eine hölzerne Loggia ergänzt. Auch ein westseitig stehender Wasserturm gehört zum historischen Baubestand. 

## Funktion
Der Bahnhof Laas wird durch Regionalzüge der SAD bedient. Im Bahnhofsgebäude befindet sich ein Tourismusbüro.